# Моксі (Вашингтон)
Моксі (англ. Moxee) — місто (англ. city) в США, в окрузі Якіма штату Вашингтон. Населення — 4326 осіб (2020).

## Географія
Моксі розташоване за координатами 46°33′44″ пн. ш. 120°23′37″ зх. д. / 46.56222° пн. ш. 120.39361° зх. д. (46.562302, -120.393740).  За даними Бюро перепису населення США в 2010 році місто мало площу 4,38 км², уся площа — суходіл. В 2017 році площа становила 6,01 км², уся площа — суходіл.

### Клімат
| Клімат : Моксі          | Клімат : Моксі | Клімат : Моксі | Клімат : Моксі | Клімат : Моксі | Клімат : Моксі | Клімат : Моксі | Клімат : Моксі | Клімат : Моксі | Клімат : Моксі | Клімат : Моксі | Клімат : Моксі | Клімат : Моксі | Клімат : Моксі |
| Показник                | Січ.           | Лют.           | Бер.           | Квіт.          | Трав.          | Черв.          | Лип.           | Серп.          | Вер.           | Жовт.          | Лист.          | Груд.          | Рік            |
| Абсолютний максимум, °C | 18,3           | 20,0           | 23,9           | 30,6           | 37,2           | 38,9           | 40,6           | 42,2           | 36,7           | 31,1           | 22,2           | 15,6           | 42,2           |
| Середній максимум, °C   | 2,4            | 6,8            | 11,7           | 16,4           | 21,4           | 25,5           | 30,0           | 29,2           | 24,6           | 16,8           | 8,1            | 2,6            | 16,3           |
| Середній мінімум, °C    | −5,6           | −3             | −1,1           | 1,4            | 5,0            | 8,6            | 11,2           | 10,8           | 7,4            | 2,5            | −1,7           | −4,8           | 2,6            |
| Абсолютний мінімум, °C  | −29,4          | −28,9          | −16,1          | −7,8           | −7,2           | −2,2           | −1,7           | 0,0            | −4,4           | −13,3          | −21,7          | −30,6          | −30,6          |
| Норма опадів, мм        | 24             | 15             | 17             | 17             | 17             | 18             | 6              | 9              | 10             | 17             | 25             | 26             | 200            |
| Днів з опадами          | 6              | 5              | 5              | 5              | 5              | 4              | 2              | 2              | 3              | 4              | 7              | 7              | 55,0           |
| ----------------------- | -------------- | -------------- | -------------- | -------------- | -------------- | -------------- | -------------- | -------------- | -------------- | -------------- | -------------- | -------------- | -------------- |
| Джерело:                |                |                |                |                |                |                |                |                |                |                |                |                |                |

## Демографія
Згідно з переписом 2010 року, у місті мешкало 3308 осіб у 1014 домогосподарствах у складі 809 родин. Густота населення становила 755 осіб/км².  Було 1032 помешкання (236/км²).
Расовий склад населення:
| - 70,9 % — білих - 2,3 % — корінних американців - 1,2 % — азіатів - 0,6 % — чорних або афроамериканців - 21,2 % — осіб інших рас |

До двох чи більше рас належало 3,8 %. Частка іспаномовних становила 39,0 % від усіх жителів.
За віковим діапазоном населення розподілялося таким чином: 36,5 % — особи молодші 18 років, 58,2 % — особи у віці 18—64 років, 5,3 % — особи у віці 65 років та старші. Медіана віку мешканця становила 27,7 року. На 100 осіб жіночої статі у місті припадало 98,1 чоловіків;  на 100 жінок у віці від 18 років та старших — 93,6 чоловіків також старших 18 років.
Середній дохід на одне домашнє господарство  становив 57 930 доларів США (медіана — 55 373), а середній дохід на одну сім'ю — 60 173 долари (медіана — 55 417). Медіана доходів становила 39 854 долари для чоловіків та 32 619 доларів для жінок. За межею бідності перебувало 15,1 % осіб, у тому числі 20,0 % дітей у віці до 18 років та 17,7 % осіб у віці 65 років та старших.
Цивільне працевлаштоване населення становило 1569 осіб. Основні галузі зайнятості: освіта, охорона здоров'я та соціальна допомога — 23,8 %, роздрібна торгівля — 19,0 %, виробництво — 10,8 %, публічна адміністрація — 7,6 %.